# Neylandville
Neylandville est une ville située dans la partie nord-est du centre du comté de Hunt au Texas, aux États-Unis,.

## Démographie
Lors du recensement de 2010, la ville comptait une population de 97 habitants. Elle est estimée, en 2018, à 95 habitants.

### Source de la traduction
- (en) Cet article est partiellement ou en totalité issu de l’article de Wikipédia en anglais intitulé « Neylandville, Texas » (voir la liste des auteurs).